# Celedón
Celedón (en castellà), Zeledon (en euskera) és el personatge que amb la seva arribada, baixant del cel amb un paraigua, obre les festes patronals de Vitòria.
Les festes de Vitoria-Gasteiz se celebren en honor de la Virgen Blanca (Verge de les Neus) el 5 d'agost. La celebració comença un dia abans amb la baixada de Celedón a la plaça de la Virgen Blanca. La gent encén puros i obre ampolles de cava. Des dalt de la torre de l'església de Sant Miquel, a les sis de la tarda, baixa Celedón (un nino suspès en una corda) «volant» sobre tota la gent amb el paraigua obert. Arriba a un balcó del qual sortirà convertit en humà per passar entre la multitud. Des d'aquí es dirigeix a la balconada de l'església per fer un discurs animant tothom a gaudir de les festes i inaugurant així les festes de la «Blanca». Posteriorment, la nit del 9 al 10 d'agost, abandona la ciutat volant cap al cel vitorià acomiadant-se fins a l'any següent.

## El personatge
Celedón és un personatge que representa el pagès alabès, treballador, afable, bona persona i alhora divertit i amant dels jocs, i del qual ja es tenia coneixement abans que s'instaurés la tradició de fer-lo baixar del cel per inaugurar les festes de la Blanca. Segons indica l'Enciclopedia Auñamendi, el 1917 ja hi va haver un capgrós que el representava. Es diu que està inspirat en Celedonio Anzola i García de Andoáin, que hauria nascut a Zalduondo (Àlaba), i va anar a viure a Vitòria, on va treballar de paleta i ell mateix va construir la casa on vivia; d'aquí vindria la cançó popular que diu «Celedón, se ha hecho una casa nueva, Celedón, con ventana y balcón». Però hi ha qui ho considera un invent. De tota manera, el poble de Zalduondo l'ha fet seu i també celebren la «festa del Celedón», que té lloc el diumenge anterior a l'inici de les festes patronals de Vitòria. Amb el pas del temps, el personatge s'ha fet tan popular que alguns pobles d'Àlaba que han començat la tradició de tenir un ninot com a símbol de les seves festes locals, l'han anomenat també Celedón i aquests nom ha esdevingut un sinònim de ninot de festes.

## Tradició de la baixada de Celedón
La tradició de la baixada de Celedón ve de l'any 1957, en què el personatge va baixar per primer cop. Des d'aleshores la tradició s'ha mantingut amb una única interrupció els anys 2020 i 2021 a causa de les restriccions imposades per la pandèmia de la covid-19. Fins a l'any 1963 el mític personatge aterrava a la Plaza Nueva, però per motius d'espai es va començar a fer a la plaça de la Virgen Blanca.